# Borský Svätý Jur
Borský Svätý Jur (allemand : Bursanktpeter , hongrois : Búrszentpéter) est un village de Slovaquie situé dans la région de Trnava.

## Histoire
La première mention écrite du village date de 1394.

## Démographie

### Évolution de la population
| Année:               | 1994. | 2004.   | 2014.   | 2024.   |
| -------------------- | ----- | ------- | ------- | ------- |
| Nombre de personnes: | 1577  | 1564    | 1656    | 1603    |
| Différence:          |       | -0,82 % | +5,88 % | -3,20 % |

| Année:               | 2023. | 2024.   |
| -------------------- | ----- | ------- |
| Nombre de personnes: | 1608  | 1603    |
| Différence:          |       | -0,31 % |